# Necyria larunda
Necyria larunda is een vlindersoort uit de familie van de prachtvlinders (Riodinidae), onderfamilie Riodininae.
Necyria larunda werd in 1885 beschreven door Godman & Salvin.